# Saint-André-d'Apchon
Saint-André-d'Apchon is een gemeente in het Franse departement Loire (regio Auvergne-Rhône-Alpes) De plaats maakt deel uit van het arrondissement Roanne. Saint-André-d'Apchon telde op 1 januari 2022 1.942 inwoners.

## Geografie
De oppervlakte van Saint-André-d'Apchon bedroeg op 1 januari 2022 13,44 vierkante kilometer; de bevolkingsdichtheid was toen 144,5 inwoners per km².

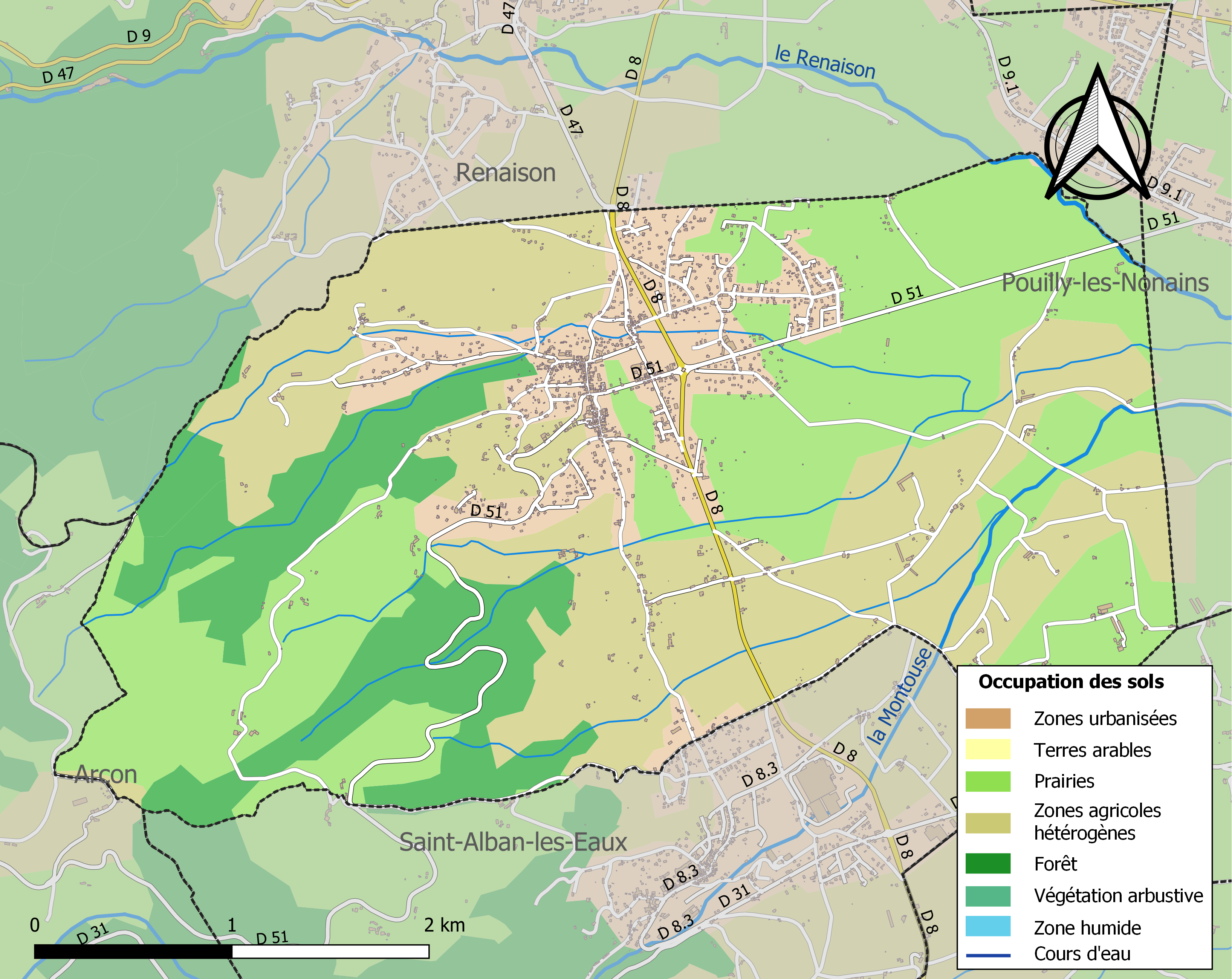
Kaart van de gemeente met de belangrijkste infrastructuur, bodemgebruik en omliggende gemeenten

## Demografie
Onderstaande figuur toont het verloop van het inwonertal (bron: INSEE-tellingen).